# NGC 7034
NGC 7034 este o galaxie eliptică situată în constelația Pegas. A fost descoperită în 17 septembrie 1863 de către Albert Marth.